# ザ・クラシックゴルフ倶楽部
ザ・クラシックゴルフ倶楽部（ザ・クラシックゴルフくらぶ）は、福岡県宮若市に広がるメジャートーナメント開催の名門ゴルフ場である。

## 概要
ザ・クラシックゴルフ倶楽部は、新たなゴルフ場建設に向け、「クラシックマネジメントグループ株式会社（旧タニミズ企画株式会社）」がゴルフ場経営に乗り出したことに始まる。コース設計は名匠 鈴木正一氏が担当し、工事は大成建設株式会社が行い、1990年（平成2年）9月22日、27ホール規模のゴルフ場が開場された。
1995年に「日本女子プロゴルフ選手権（優勝 高村亜紀）」、2017年に「日本シニアオープンゴルフ選手権（優勝 P・マークセン）」、2020年に「日本女子オープンゴルフ選手権（優勝 原英莉花）」を開催した実績がある。
また、2028年にも倶楽部二度目の「日本女子オープンゴルフ選手権」の開催が予定されている。
2023年より、トム・ドークやギル・ハンスといった世界トップのデザインチームに参画していたスコットランドのゴルフコースデザイナー ベンジャミン・ウォーレンとのコース改修プロジェクトを推進。27ホールのグリーンとバンカー全てを改修する大型プロジェクトが発表されている。国内ゴルフメディアも当改修に注目しており、既に多くのゴルフファンより期待の声が上がっている。

## 所在地
〒823-0017 福岡県宮若市倉久1-3番地 

## コース情報
- 開場日 - 1990年9月22日
- 設計者 - 鈴木 正一
- 改造 - ベンジャミン・ウォーレン
- 面積 - 1,480,000m2（約44,7万坪）
- コースタイプ - 林間コース
- コース - 27ホールズ、パー108、10,426ヤード、コースレート キング・クイーンコース73.3、クイーン・プリンスコース73.2、プリンス・キングコース73.5
- グリーン - 2グリーン、ベント（ペンクロス）
- フェアウエイ - コーライ
- ラフ - ノシバ
- プレースタイル - 乗用カート(5人乗り)、自走式
- 練習場 - 10打席 230ヤード
- 休場日 - 不定期(年間10日程度休場日あり）[3][2]

## クラブ情報
- ハウス面積 - 4,620m2（1,397坪）
- ハウス設計 - 園・奥田建築事務所
- ハウス施工 - 大成建設株式会社[3][2]

## ギャラリー
- コース - 「ザ・クラシックゴルフ倶楽部」、キングコース、 「ザ・クラシックゴルフ倶楽部」、クイーンコース、 「ザ・クラシックゴルフ倶楽部」、プリンスコース
- ハウス - 「ザ・クラシックゴルフ倶楽部」、施設案内

## 交通アクセス
鉄道
- 鹿児島本線（JR九州） - 赤間駅よりタクシー利用 約20分

道路
- 九州自動車道 - 若宮ICより 約10分
- 九州自動車道 - 宮若スマートICより 約5分[4]

## メジャー選手権
- 1995年（平成7年） - 第28回 日本女子プロゴルフ選手権大会[5]
- 2017年（平成29年）- 第27回 日本シニアオープンゴルフ選手権競技[6]
- 2020年（令和2年） - 第53回 日本女子オープンゴルフ選手権競技[7]
- 2028年 (令和10年)  -第61回 日本女子オープンゴルフ選手権競技

## 関連文献
- 『財界九州』、「ゆとり・満足感あるゴルフ場目指して ザ・クラシックゴルフ倶楽部常務取締役支配人 谷水利行」、福岡 財界九州社、1996年2月、2020年9月12日閲覧
- 『ゴルフ場セミナー』、「GOURMET RESTAURANT(244)目の前の利益よりブランド力強化を追及 ザ・クラシックゴルフ倶楽部」、谷水大祐・山口満著、東京 ゴルフダイジェスト社、2019年5月、2020年9月12日閲覧
- 『月刊ゴルフマネジメント』、「クローズアップ21(その56)ゴルフ未経験者を積極的に受け入れる ザ・クラシックゴルフ倶楽部 ペア・ゴルフで新規ゴルファー獲得狙う」、東京 一季出版、2005年8月、2020年9月12日閲覧
- 『ゴルフ場ガイド 西版』2006-2007、「ザ・クラシックゴルフ倶楽部（福岡県）」、東京 ゴルフダイジェスト社、2006年5月、2020年9月12日閲覧
- 『ゴルフ場セミナー』、「クラブハウス探訪 ザ・クラシックゴルフ倶楽部(福岡県・27H) ゆとりが強調された非日常空間でくつろぐ」、東京 ゴルフダイジェスト社、2020年9月、2020年9月12日閲覧